# Philippe Auber(t)
Pour les articles homonymes, voir Auber et Aubert.
Philippe Auber(t), aussi appelé Henri(y) Auber, est un pilote automobile français.

## Biographie
Sa carrière en sport automobile s'étala sur véhicules privés de 1926 (première course au Grand Prix de Picardie, sur Salmson) à 1931 (dernière course au Grand Prix de Dieppe, fin juillet sur Bugatti T37A).

## Palmarès

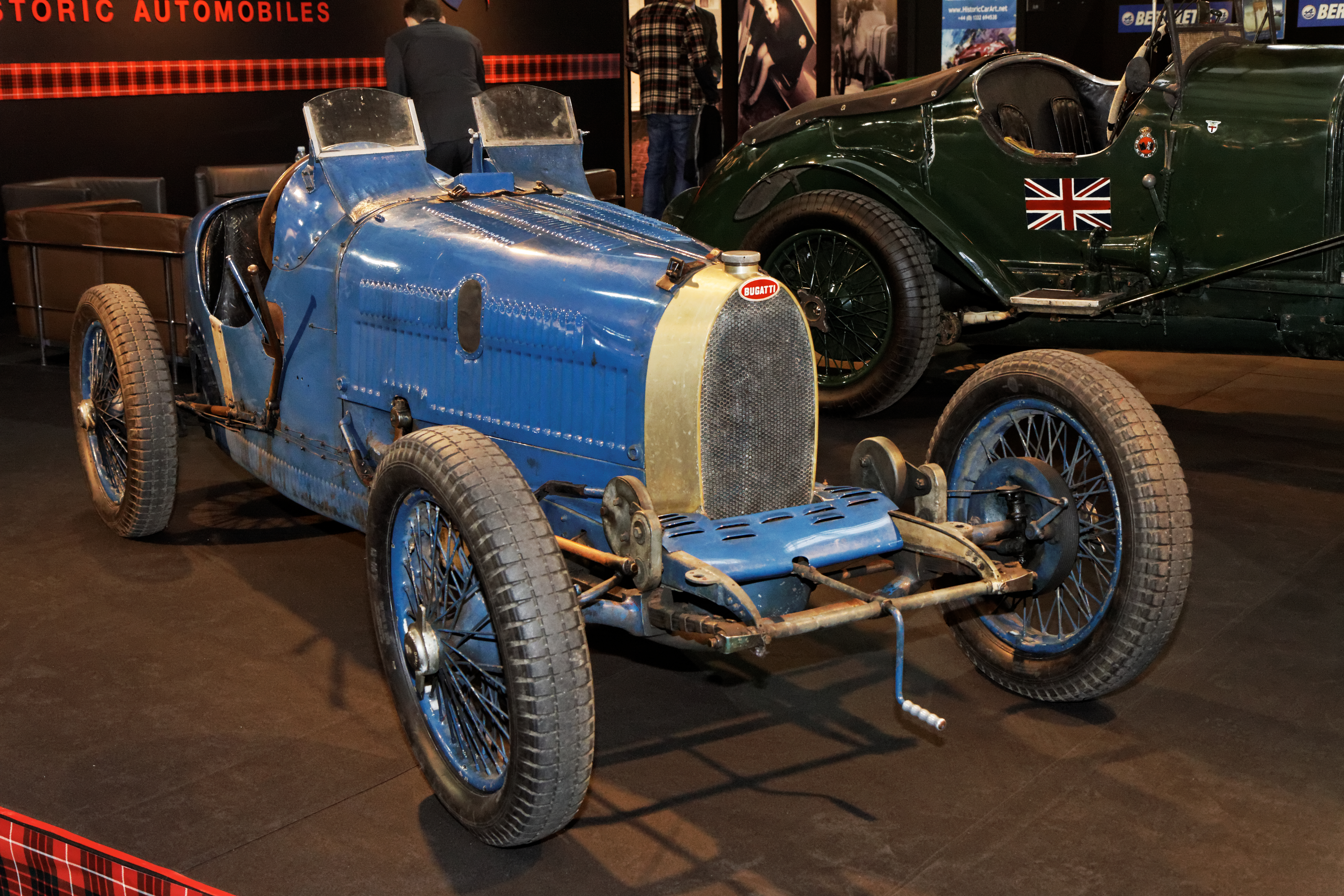
Bugatti type 37A.

### Grand Prix (3 victoires, voiturettes <1 500cm3)
- 1927, 1928 et 1929: Grand Prix de Picardie, sur Bugatti T37A (et meilleur tour à chaque fois, au circuit de Péronne; recordman du nombre de victoires[1]) ;
  - 1928 : 3e du Grand Prix de la Marne, sur Bugatti T37A ;
  - 1926 : 4e du Grand Prix de Picardie, sur Salmson ;
  - 1926 : 4e du Grand Prix de la Marne, sur Bugatti T37A ;
  - 1927 : 4e du Grand Prix de la Marne, sur Bugatti T37A ;
  - 1930 : 7e Grand Prix de Dieppe, sur Bugatti T37A ;
  - 1931 : 8e Grand Prix de la Marne, sur Bugatti T37A.

### Course de côte
- 1928 : Gordes (Cavaillon, Vaucluse): 2,6 km, sur Bugatti T37A 1.5L[2].